# Società Sportiva Sambenedettese 1981-1982
Questa voce raccoglie le informazioni riguardanti la Società Sportiva Sambenedettese nelle competizioni ufficiali della stagione 1981-1982.

## Rosa
| N. |                   | Ruolo | Calciatore          |
| -- | ----------------- | ----- | ------------------- |
|    | Italia (bandiera) | D     | Antonio Bogoni      |
|    | Italia (bandiera) | C     | Franco Caccia       |
|    | Italia (bandiera) | D     | Luigi Cagni         |
|    | Italia (bandiera) | D     | Maurizio Cavazzini  |
|    | Italia (bandiera) | C     | Michele Colasanto   |
|    | Italia (bandiera) | C     | Pino D'Angelo       |
|    | Italia (bandiera) | P     | Fabrizio Deogratias |
|    | Italia (bandiera) | D     | Franco Falcetta     |
|    | Italia (bandiera) | A     | Giorgio Ferrara     |
|    | Italia (bandiera) | A     | Stefano Garbuglia   |
|    | Italia (bandiera) | C     | Pasquale Minuti     |

| N. |                   | Ruolo | Calciatore           |
| -- | ----------------- | ----- | -------------------- |
|    | Italia (bandiera) | A     | Vanni Moscon         |
|    | Italia (bandiera) | C     | Alessandro Parroni   |
|    | Italia (bandiera) | C     | Massimo Pedrazzini   |
|    | Italia (bandiera) | A     | Santo Perrotta       |
|    | Italia (bandiera) | D     | Giancarlo Petrangeli |
|    | Italia (bandiera) | C     | Bruno Ranieri        |
|    | Italia (bandiera) | C     | Marco Rossinelli     |
|    | Italia (bandiera) | D     | Italo Schiavi        |
|    | Italia (bandiera) | C     | Fabiano Speggiorin   |
|    | Italia (bandiera) | P     | Walter Zenga         |

## Risultati

### Serie B

#### Girone di andata
| 13 settembre 1981 1ª giornata | Sambenedettese | 0 – 0 | Lazio |  |

| 20 settembre 1981 2ª giornata | Pistoiese | 1 – 0 | Sambenedettese |  |

| 27 settembre 1981 3ª giornata | Sambenedettese | 3 – 0 | Cremonese |  |

| 4 ottobre 1981 4ª giornata | Sampdoria | 0 – 1 | Sambenedettese |  |

| 11 ottobre 1981 5ª giornata | Sambenedettese | 1 – 0 | SPAL |  |

| 18 ottobre 1981 6ª giornata | Verona | 2 – 0 | Sambenedettese |  |

| 25 ottobre 1981 7ª giornata | Sambenedettese | 3 – 0 | Rimini |  |

| 1º novembre 1981 8ª giornata | Pisa | 2 – 2 | Sambenedettese |  |

| 8 novembre 1981 9ª giornata | Sambenedettese | 1 – 1 | Brescia |  |

| 15 novembre 1981 10ª giornata | Cavese | 2 – 1 | Sambenedettese |  |

| 22 novembre 1981 11ª giornata | Varese | 1 – 0 | Sambenedettese |  |

| 29 novembre 1981 12ª giornata | Sambenedettese | 0 – 0 | Catania |  |

| 6 dicembre 1981 13ª giornata | Perugia | 3 – 0 | Sambenedettese |  |

| 13 dicembre 1981 14ª giornata | Sambenedettese | 2 – 2 | Foggia |  |

| 20 dicembre 1981 15ª giornata | Palermo | 1 – 0 | Sambenedettese |  |

| 3 gennaio 1982 16ª giornata | Sambenedettese | 3 – 2 | Reggiana |  |

| 10 gennaio 1982 17ª giornata | Lecce | 0 – 0 | Sambenedettese |  |

| 17 gennaio 1982 18ª giornata | Sambenedettese | 1 – 2 | Bari |  |

| 24 gennaio 1982 19ª giornata | Pescara | 0 – 1 | Sambenedettese |  |

#### Girone di ritorno
| 7 febbraio 1982 20ª giornata | Lazio | 1 – 1 | Sambenedettese |  |

| 14 febbraio 1982 21ª giornata | Sambenedettese | 1 – 0 | Pistoiese |  |

| 21 febbraio 1982 22ª giornata | Cremonese | 2 – 0 | Sambenedettese |  |

| 28 febbraio 1982 23ª giornata | Sambenedettese | 2 – 2 | Sampdoria |  |

| 7 marzo 1982 24ª giornata | SPAL | 1 – 0 | Sambenedettese |  |

| 14 marzo 1982 25ª giornata | Sambenedettese | 1 – 2 | Verona |  |

| 21 marzo 1982 26ª giornata | Rimini | 1 – 1 | Sambenedettese |  |

| 28 marzo 1982 27ª giornata | Sambenedettese | 0 – 0 | Pisa |  |

| 4 aprile 1982 28ª giornata | Brescia | 1 – 1 | Sambenedettese |  |

| 11 aprile 1982 29ª giornata | Sambenedettese | 1 – 0 | Cavese |  |

| 18 aprile 1982 30ª giornata | Sambenedettese | 1 – 0 | Varese |  |

| 25 aprile 1982 31ª giornata | Catania | 1 – 1 | Sambenedettese |  |

| 2 maggio 1982 32ª giornata | Sambenedettese | 1 – 1 | Perugia |  |

| 9 maggio 1982 33ª giornata | Foggia | 0 – 3 | Sambenedettese |  |

| 16 maggio 1982 34ª giornata | Sambenedettese | 0 – 0 | Palermo |  |

| 23 maggio 1982 35ª giornata | Reggiana | 1 – 0 | Sambenedettese |  |

| 30 maggio 1982 36ª giornata | Sambenedettese | 1 – 1 | Lecce |  |

| 6 giugno 1982 37ª giornata | Bari | 0 – 0 | Sambenedettese |  |

| 13 giugno 1982 38ª giornata | Sambenedettese | 4 – 0 | Pescara |  |

## Statistiche

### Statistiche di squadra
| Competizione | Punti | In casa | In casa | In casa | In casa | In casa | In casa | In trasferta | In trasferta | In trasferta | In trasferta | In trasferta | In trasferta | Totale | Totale | Totale | Totale | Totale | Totale | DR |
| Competizione | Punti | G       | V       | N       | P       | Gf      | Gs      | G            | V            | N            | P            | Gf           | Gs           | G      | V      | N      | P      | Gf     | Gs     | DR |
| ------------ | ----- | ------- | ------- | ------- | ------- | ------- | ------- | ------------ | ------------ | ------------ | ------------ | ------------ | ------------ | ------ | ------ | ------ | ------ | ------ | ------ | -- |
| Serie B      | 38    | 19      | 8       | 9       | 2       | 26      | 13      | 19           | 3            | 7            | 9            | 12           | 20           | 38     | 11     | 16     | 11     | 38     | 33     | +5 |
| Coppa Italia | 3     | 2       | 0       | 2       | 0       | 1       | 1       | 2            | 0            | 1            | 1            | 1            | 4            | 4      | 0      | 3      | 1      | 2      | 5      | -3 |
| Totale       |       | 21      | 8       | 11      | 2       | 27      | 14      | 21           | 3            | 8            | 10           | 13           | 24           | 42     | 11     | 19     | 12     | 40     | 38     | +2 |

### Statistiche dei giocatori
| Giocatore     | Serie B  | Serie B | Serie B     | Serie B    | Coppa Italia | Coppa Italia | Coppa Italia | Coppa Italia | Totale   | Totale | Totale      | Totale     |
| Giocatore     | Presenze | Reti    | Ammonizioni | Espulsioni | Presenze     | Reti         | Ammonizioni  | Espulsioni   | Presenze | Reti   | Ammonizioni | Espulsioni |
| ------------- | -------- | ------- | ----------- | ---------- | ------------ | ------------ | ------------ | ------------ | -------- | ------ | ----------- | ---------- |
| A. Bogoni     | 27       | 1       | ?           | ?          | ?            | ?            | ?            | ?            | 27+      | 1+     | ?           | ?          |
| F. Caccia     | 38       | 7       | ?           | ?          | ?            | ?            | ?            | ?            | 38+      | 7+     | ?           | ?          |
| L. Cagni      | 35       | 1       | ?           | ?          | ?            | ?            | ?            | ?            | 35+      | 1+     | ?           | ?          |
| M. Cavazzini  | 30       | 2       | ?           | ?          | ?            | ?            | ?            | ?            | 30+      | 2+     | ?           | ?          |
| M. Colasanto  | 12       | 0       | ?           | ?          | ?            | ?            | ?            | ?            | 12+      | 0+     | ?           | ?          |
| P. D'Angelo   | 4        | 0       | ?           | ?          | ?            | ?            | ?            | ?            | 4+       | 0+     | ?           | ?          |
| F. Deogratias | 5        | -7      | ?           | ?          | ?            | ?            | ?            | ?            | 5+       | -7+    | ?           | ?          |
| F. Falcetta   | 27       | 0       | ?           | ?          | ?            | ?            | ?            | ?            | 27+      | 0+     | ?           | ?          |
| G. Ferrara    | 11       | 0       | ?           | ?          | ?            | ?            | ?            | ?            | 11+      | 0+     | ?           | ?          |
| S. Garbuglia  | 13       | 3       | ?           | ?          | ?            | ?            | ?            | ?            | 13+      | 3+     | ?           | ?          |
| P. Minuti     | 1        | 0       | ?           | ?          | ?            | ?            | ?            | ?            | 1+       | 0+     | ?           | ?          |
| V. Moscon     | 37       | 5       | ?           | ?          | ?            | ?            | ?            | ?            | 37+      | 5+     | ?           | ?          |
| A. Parroni    | 1        | 0       | ?           | ?          | ?            | ?            | ?            | ?            | 1+       | 0+     | ?           | ?          |
| M. Pedrazzini | 25       | 0       | ?           | ?          | ?            | ?            | ?            | ?            | 25+      | 0+     | ?           | ?          |
| S. Perrotta   | 21       | 4       | ?           | ?          | ?            | ?            | ?            | ?            | 21+      | 4+     | ?           | ?          |
| G. Petrangeli | 28       | 1       | ?           | ?          | ?            | ?            | ?            | ?            | 28+      | 1+     | ?           | ?          |
| B. Ranieri    | 36       | 1       | ?           | ?          | ?            | ?            | ?            | ?            | 36+      | 1+     | ?           | ?          |
| M. Rossinelli | 30       | 3       | ?           | ?          | ?            | ?            | ?            | ?            | 30+      | 3+     | ?           | ?          |
| I. Schiavi    | 35       | 2       | ?           | ?          | ?            | ?            | ?            | ?            | 35+      | 2+     | ?           | ?          |
| F. Speggiorin | 36       | 5       | ?           | ?          | ?            | ?            | ?            | ?            | 36+      | 5+     | ?           | ?          |
| W. Zenga      | 34       | -26     | ?           | ?          | ?            | ?            | ?            | ?            | 34+      | -26+   | ?           | ?          |